# MAT Macedonian Airlines
MAT Macedonian Airlines (en macedonio: Македонски Авиотранспорт (МАТ), tr: Makedonski Aviotransport (MAT)) fue la aerolínea de bandera de Macedonia del Norte. Operaba servicios regulares entre Skopie y Ohrid y varios destinos de Europa. Tenía su sede en Skopie y su base principal en el Aeropuerto de Skopie.

## Historia
Macedonian Air Transport se estableció el 16 de enero de 1994 e inició sus operaciones el 23 de junio de 1994, volando desde Skopie a Zúrich utilizando un Boeing 737-200.
En 2000, el Gobierno de Macedonia firmó un acuerdo con MAT que le dio el estatus de aerolínea de bandera nacional durante los siguientes 10 años. MAT Macedonian Air Transport fue una empresa privada con participación accionaria, propiedad de dos accionistas principales.
En 2007, MAT introdujo billetes electrónicos disponibles para su compra a través de Internet.
El 31 de octubre de 2008, MAT recibió su primer Boeing 737-500. El avión tenía 126 asientos divididos en dos clases de cabina (business y económica) y una capacidad de cuatro toneladas para equipaje y carga. La matrícula del avión era Z3-AAH y llevaba los colores tradicionales de MAT.
En diciembre de 2008, la aerolínea se vio obligada a renunciar a sus servicios desde Skopie a Berlín, Düsseldorf, Hamburgo y Roma después de que Eurocontrol le prohibiera entrar en el espacio aéreo alemán e italiano debido a las tasas de control de tráfico aéreo impagas del período de 1999 a 2005.
MAT Airlines también fue prohibida en el espacio aéreo griego, debido a la disputa sobre el nombre de Macedonia. En 2009, los estados griego y macedonio acordaron que sus aviones entraran en el espacio aéreo del otro, pero los aviones registrados en Macedonia no podían aterrizar en ningún aeropuerto griego.
En 2009, MAT despidió a 70 de los 180 empleados y cambió sus aviones para reducir costos.
El 20 de marzo de 2009, Jat Airways, la aerolínea de bandera de Serbia, anunció sus intenciones de adquirir la mayoría de las acciones de MAT Macedonian Airlines.
El 14 de mayo de 2009, la CAA de Macedonia dejó en tierra su único avión, un Boeing 737-500 y lo almacenó en el Aeropuerto de Belgrado-Nikola Tesla hasta el 4 de julio de 2009. El 1 de septiembre de 2009, MAT Macedonian Airlines perdió su Certificado de Operador Aéreo (AOC).

## Antiguos destinos
MAT Macedonian Airlines operó durante su existencia vuelos a los siguientes destinos:
| Países              | Destinos          | Aeropuertos                                            |
| ------------------- | ----------------- | ------------------------------------------------------ |
| Alemania            | Berlín            | Aeropuerto de Berlín-Tegel                             |
| Alemania            | Düsseldorf        | Aeropuerto Internacional de Düsseldorf                 |
| Alemania            | Frankfurt         | Aeropuerto de Fráncfort del Meno                       |
| Alemania            | Hamburgo          | Aeropuerto de Hamburgo                                 |
| Alemania            | Karlsruhe         | Aeropuerto de Karlsruhe-Baden Baden                    |
| Alemania            | Stuttgart         | Aeropuerto de Stuttgart                                |
| Austria             | Viena             | Aeropuerto de Viena-Schwechat                          |
| Dinamarca           | Copenhague        | Aeropuerto de Copenhague-Kastrup                       |
| España              | Madrid            | Aeropuerto Adolfo Suárez Madrid-Barajas                |
| España              | Palma de Mallorca | Aeropuerto de Palma de Mallorca                        |
| Hungría             | Budapest          | Aeropuerto de Budapest-Ferenc Liszt                    |
| Italia              | Milán             | Aeropuerto de Milán-Malpensa                           |
| Italia              | Roma              | Aeropuerto de Roma-Fiumicino                           |
| Luxemburgo          | Luxemburgo        | Aeropuerto de Luxemburgo Findel                        |
| Macedonia del Norte | Ohrid             | Aeropuerto de Ohrid San Pablo Apóstol (hub secundario) |
| Macedonia del Norte | Skopie            | Aeropuerto de Skopie (hub principal)                   |
| Países Bajos        | Ámsterdam         | Aeropuerto de Ámsterdam-Schiphol                       |
| Países Bajos        | Maastricht        | Aeropuerto de Maastricht Aquisgrán                     |
| República Checa     | Praga             | Aeropuerto de Praga                                    |
| Serbia              | Belgrado          | Aeropuerto de Belgrado-Nikola Tesla                    |
| Suecia              | Estocolmo         | Aeropuerto de Estocolmo-Arlanda                        |
| Suecia              | Gotemburgo        | Aeropuerto de Gotemburgo-Landvetter                    |
| Suiza               | Ginebra           | Aeropuerto Internacional de Ginebra                    |
| Suiza               | Zúrich            | Aeropuerto Internacional de Zúrich                     |
| Turquía             | Estambul          | Aeropuerto Internacional Atatürk                       |

## Flota histórica
MAT Macedonian Airlines voló durante su existencia las siguientes aeronaves:
| Aeronaves              | Total | Introducido | Retirado | Matrículas                      |
| ---------------------- | ----- | ----------- | -------- | ------------------------------- |
| Boeing 727-200         | 1     | 1998        | 1999     | SX-CBG                          |
| Boeing 737-200         | 3     | 1994        | 1995     | F-GMJD, SU-AYL y TC-ALT         |
| Boeing 737-300         | 4     | 1994        | 2008     | Z3-AAA, SE-DLO, Z3-AAF y Z3-ARF |
| Boeing 737-500         | 1     | 2008        | 2009     | Z3-AAH                          |
| Bombardier CRJ-900     | 1     | 2006        | 2009     | Z3-AAG                          |
| McDonnell Douglas DC-9 | 3     | 1998        | 2001     | Z3-AAB, Z3-ARD y Z3-ARE         |
| Túpolev Tu-154         | 1     | c. 1995     | 1998     | LZ-BTQ                          |
| Yakovlev Yak-42        | 1     | 1996        | 2002     | RA-42326                        |